# Cama de cultivo

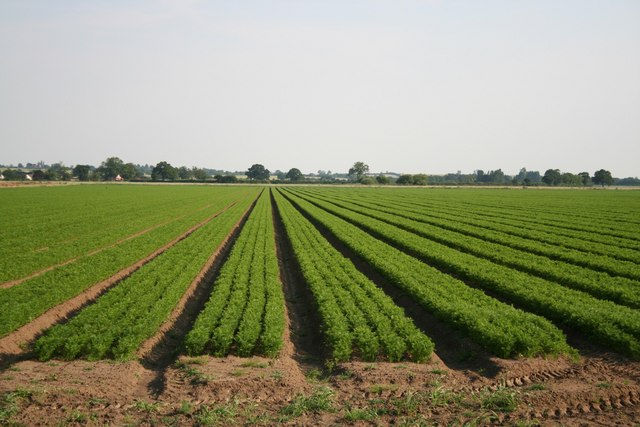
Monocultivo de zanahorias en camas de cultivo.

Una cama de cultivo es una técnica de cultivo que no requiere el cavado del suelo, sino que sobre este se van depositando más tierra, compost, materia orgánica u otros elementos para poder cultivar sobre este montículo. La cama puede elevarse aún más reforzando los bordes con tablones de madera u otros materiales para crear lo que se denomina un bancal. Otro tipo de cama de cultivo muy popular es la espiral de aromáticas, que es una cama que forma un pequeño montículo y se delimita con piedras, ladrillos u otro material en forma de espiral y es usado para plantar plantas aromáticas. 
Las camas de cultivo se utilizan para cultivar hortalizas, flores ornamentales o en pequeños jardines o huertos. También se puede aplicar a algunos monocultivos o en explotaciones de permacultura.